# Ita (stolica tytularna)
Ita (łac. Dioecesis Itensis) – stolica historycznej diecezji w Cesarstwie rzymskim, w prowincji Mauretania Cezarejska. Współcześnie w północnej Algierii.

## Biskupi tytularni
| Lp. | Biskup                 | Funkcja                                      | Od                | Do                  |
| --- | ---------------------- | -------------------------------------------- | ----------------- | ------------------- |
| 1   | Tadeusz Szwagrzyk      | biskup pomocniczy częstochowski              | 3 listopada 1964  | 7 grudnia 1992      |
| 2   | James Tamayo           | biskup pomocniczy Galveston-Houston (USA)    | 26 stycznia 1993  | 3 lipca 2000        |
| 3   | Pedro Luiz Stringhini  | biskup pomocniczy São Paulo (Brazylia)       | 3 stycznia 2001   | 30 grudnia 2009     |
| 4   | Gabriel Kumordji       | wikariusz apostolski Donkorkrom (Ghana)      | 19 stycznia 2010  | 16 marca 2017       |
| 5   | Jorge Eduardo Scheinig | biskup pomocniczy Mercedes-Luján (Argentyna) | 18 maja 2017      | 4 października 2019 |
| 6   | Dilmo Franco de Campos | biskup pomocniczy Anápolis (Brazylia)        | 27 listopada 2019 | 1 sierpnia 2024     |
| 7   | Mario Salas Becerra    | biskup pomocniczy Valparaíso (Chile)         | 7 września 2024   |                     |